# Photis oligochaeta
Photis oligochaeta är en kräftdjursart som beskrevs av Chris Conlan 1983. Photis oligochaeta ingår i släktet Photis och familjen Isaeidae. Inga underarter finns listade i Catalogue of Life.